# Anu (Vorname)
Anu ist ein weiblicher und männlicher Vorname.

## Herkunft und Varianten
Der Name ist die karelische Form von Anna. Er wird auch verwendet als finnische und estnische Verkleinerungsform von Anna. Weitere finnische Varianten sind Anneli, Anni, Anniina, Annikki und Annukka.
Er wird aber auch als männlicher Vorname verwendet: Die akkadische, assyrische and babylonische Form des Namens „An“ wurde von den Hurritern und Hethitern übernommen.

## Bekannte Namensträgerinnen
- Anu Bradford (* 1975), finnisch-US-amerikanische Rechtswissenschaftlerin
- Anu Jokela (* 1981), finnische Fußballschiedsrichterassistentin
- Anu Kittilä (* 1975), finnische Skilangläuferin
- Anu Mänd (* 1968), estnische Historikerin
- Anu Menon, indische Regisseurin und Drehbuchautorin
- Anu Nieminen (* 1977), finnische Badmintonspielerin
- Anu Noorma, früher Anu Reinart (* 1961), estnische Physikerin
- Anu Penttinen (* 1974), finnische Glasdesignerin
- Anu Raghavan (* 1993), indische Hürdenläuferin
- Anu Raud (* 1943), estnische Textil- und Handwerkskünstlerin
- Anu Sinisalo (* 1966), finnische Schauspielerin
- Anu Tali (* 1972), estnische Dirigentin
- Anu Vehviläinen (* 1963), finnische Politikerin

## Bekannte Namensträger
- Anu Garg (* 1967), indisch-amerikanischer Informatiker
- Anu Malik (* 1960), indischer Komponist
- Anu Singharach (* 1984), thailändischer Fußballspieler